# Каменка (Городокский район)
Каменка (укр. Кам'янка) — село в Городокском районе Хмельницкой области Украины.
Население по переписи 2001 года составляло 567 человек. Почтовый индекс — 32036. Телефонный код — 3251. Занимает площадь 1,592 км². Код КОАТУУ — 6821282901.

## История
В 1946 г. указом ПВС УССР село Войтовина переименовано в Каменку.

## Местный совет
32035, Хмельницкая обл., Городокский р-н, с. Каменка, ул. Гагарина, 33-а